# Banyuasih (Taraju)
Banyuasih is een bestuurslaag in het regentschap Tasikmalaya van de provincie West-Java, Indonesië. Banyuasih telt 3594 inwoners (volkstelling 2010).